# Campamento de Mieh Mieh
El campamento de Mieh Mieh es un campamento de refugiados palestinos en el Líbano, ubicado a las afueras del pueblo de Mieh Mieh, en unas colinas a cuatro kilómetros al este de Sidón. Las cifras de UNRWA reflejaban «más de 5250 refugiados registrados» a comienzos de 2019.

## Historia

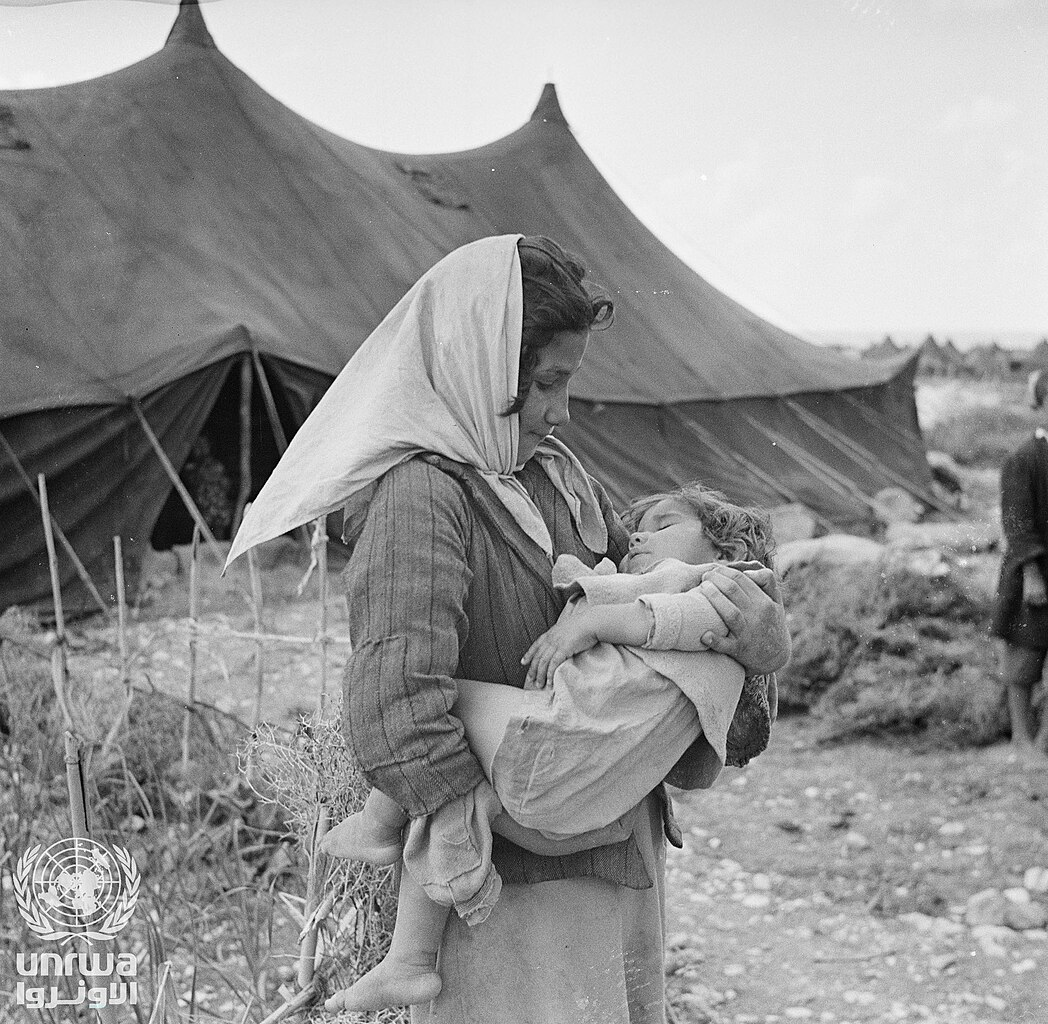
Niña refugiada palestina con su hermana en brazos en el recién creado campamento de Mieh Mieh (1949)

El campamento fue creado en 1954 para dar cobijo aparte de los más de 700.000 palestinos que fueron expulsados o huyeron de sus hogares ante el avance de las tropas judías en la Guerra árabe-israelí de 1948. Los refugiados del campamento de Mieh Mieh provienen en su mayoría de Saffuriya, Tiereh, Haifa y Miron, en Palestina. Se estableció sobre terrenos de propiedad privada arrendados en la localidad libanesa de Miye ou Miye por la Agencia de Naciones Unidas para los Refugiados de Palestina en Oriente Próximo, más conocida por sus siglas inglesas UNRWA. En los años noventa, el campamento de Mieh Mieh ocupaba poco más de 60 dunams (unas 6 hectáreas) del territorio municipal de Miye ou Miye, aunque su tamaño ha aumentado hasta los 108 dunams (unas 11 hectáreas).       
En julio de 1991, durante la guerra civil libanesa, el 15% de las viviendas del campo de refugiados, así como la escuela y el centro de distribución de UNRWA, fueron destruidos a causa de las hostilidades. El 21 de marzo de 2009, dos personas murieron en un tiroteo ocurrido en el campamento de Mieh Mieh. Kamal Naji (también conocido como Kamal Medhat), el segundo al mando de la Organización para la Liberación de Palestina en el Líbano, visitó el campamento dos días después para calmar los ánimos. Poco después de abandonar el campamento, una bomba colocada en la carretera lo mató a él y a otros tres pasajeros del vehículo en que viajaba.
En octubre de 2018 hubo un serio enfrentamiento entre dos facciones palestinas opuestas, Fatah y Ansar Allah, en el que se llegaron a atacar con cohetes y en el que dos milicianos de Fatah perdieron la vida. Poco después, el ejército libanés se desplegó en el campamento para asegurar a la población el cumplimiento de un alto el fuego alcanzado horas antes.

## Economía
La situación socioeconómica de los refugiados ha sido descrita por UNRWA como "extremadamente difícil". Los hombres trabajan como peones en obras o en la huerta. Las mujeres trabajan en el campo, en talleres de bordado y como limpiadoras. Todos los refugios tienen agua corriente gracias a una red conectada a la planta de agua de UNRWA. La única ONG activa en el campamento de Mieh Mieh es Al-Najdeh Al-Sha'bieh, que proporciona cursos sobre decoración de hogares a jóvenes. Hay dos escuelas de UNRWA en el campamento, que tenían un alumnado de 1.020 estudiantes en el curso académico 2003/2004.